# Ибрагимов, Шаймардан Нуриманович
Шаймарда́н Нурима́нович Ибраги́мов (тат. Ибраһимов Шәймардан Нуриман улы; 4 апреля 1899 — 12 февраля 1957) — советский партийный и государственный деятель.

## Биография
Родился 4 апреля 1899 года в селе Петряксы Курмышского уезда Симбирской губернии, ныне Пильнинского района Нижегородской области, в татарской семье. В 1898 году семья переехала в Москву.
Обучался в городском начальное училище, после окончания которого устроился на фабрику «Бонакер», где также работал его отец. Одновременно посещал воскресную вечернюю школу, втянулся в общественную работу. В 1915 году вступил в РСДРП(б). Принимал участие в революционной деятельности, был арестован и освобожден после Февральской революции в России.
Затем находился на партийной и государственной работе:
- в 1917 году — секретарь Благуше-Лефортовского райкома партии в Москве, принимал участие в формировании отрядов Красной Гвардии, участник Октябрьской революции;
- в 1919 году — заместитель политкомиссара мусульманских пехотных курсов в Казани; с ноября 1919 года — секретарь Центрального Бюро коммунистических организаций народов Востока;
- с 1920 года — на партработе; участник Гражданской войны в России[1], принимал участие в подавлении Кронштадтского восстания[2];
- в 1921 году — председатель Полномочной Комиссии ЦК ВКП(б), ВЦИК и СНК РСФСР по делам Крыма (с конца мая по конец августа 1921 года, в качестве так называемой тройки от ВЦИКа и СНК РСФСР, в составе Ш. Ибрагимова — председатель, П. Дауге от Наркомздрава и М. Фофанова от Наркомзема. Цель комиссии — выяснение всех проблем Крыма перед образованием Крымской АССР), затем — член Коллегии Наркомата по делам национальностей РСФСР;
- в 1923—1926 годах — обучался в Коммунистической академии; был помощником заведующего Организационно-распределительным отделом ЦК ВКП(б), ответственным инструктором ЦК РКП(б)/ВКП(б);
- с июня 1926 по апрель 1928 — секретарь (глава парторганизации) ЦК КП Туркмении; входил в Центральный Исполнительный Комитет СССР IV созыва (1927—1929)[3];
- с 1928 года — член исполкома Моссовета и член Ленинградского горсовета;
- с 1937 года работал в Министерстве легкой промышленности СССР и других должностях в Москве.

Был участником Великой Отечественной войны, воевал на Северо-Западном и Ленинградском фронтах.
Жил в Москве в Большом Гнездниковском переулке, 10. Умер 12 февраля 1957 года в Москве. Похоронен на Даниловском мусульманском кладбище.
В 1957 году его именем была названа улица в Измайлове (бывшая Мочальская). Также его имя носит улица в его родном селе Петряксы.

## Награды
- Награждён орденами Красного Знамени, Красной Звезды и Отечественной войны 1 степени, а также медалями.[5][6]